# Helena Czernek
Helena Czernek z d. Szostakiewicz (ur. 30 marca 1907 w Zambrowie, zm. 19 grudnia 1991 w Łomży) – nauczycielka, bibliotekarka i działaczka społeczna, propagatorka kultury w Łomży i regionie ziemi łomżyńskiej.

## Życiorys
Przyszła na świat jako trzecie dziecko Piotra Szostakiewicza i Władysławy z Krajewskich. Ukończyła szkołę powszechną i średnią ogólnokształcącą w Zambrowie, potem poszła na kurs metodyczno-pedagogiczny do Białegostoku.
Od 1 października 1925 pracowała jako nauczycielka we wsi Góra na Kresach Wschodnich. W latach 1931–1939 pracowała w szkole w Studankach. W okresie II wojny światowej przebywała na Lubelszczyźnie, w latach 1940–1942 nauczając w szkole we wsi Majdan Wielki w powiecie hrubieszowskim, a potem prowadząc tam tajne nauczanie.
Od roku 1944 przebywała w Zambrowie, ucząc w szkole podstawowej i organizując gimnazjum. W Zambrowie mieszkała do 1948, następnie poszła na roczny urlop zdrowotny.
Od roku 1948 zamieszkała w Łomży. Krótko pracowała jako nauczycielka w Technikum Przemysłu Drzewnego, potem w szkole Towarzystwa Przyjaciół Dzieci. Następnie od 1 września 1951 aż do przejścia na emeryturę w dniu 30 września 1972 kierowała Biblioteką Publiczną w Łomży (najpierw Powiatowa, potem Powiatowa i Miejska). Bilans jej kierownictwa zamykał się w sześciokrotnym powiększeniu zbiorów bibliotecznych oraz utworzeniu wielu filii biblioteki w Łomży i regionie. Rozbudowała sieć bibliotek gromadzkich. Z jej inicjatywy skompletowano zbiór Biblioteki Ziemi Łomżyńskiej. Po przejściu na emeryturę na wniosek władz powiatowych pracowała w bibliotece na pół etatu. Do 1 marca 1991 gromadziła wydzielony księgozbiór naukowy.
Zainicjowała powstanie działającego w Łomży w latach 1963–1971 Uniwersytetu Kultury, z którym współpracowali m.in. Witold Doroszewski, Stefan Herbst, Stanisław Lorentz, Julian Krzyżanowski i Witold Lutosławski. Powoła do życia łomżyński oddział Towarzystwa Kultury Języka, którego była prezeską w latach 1966–1981. Przez kilkanaście lat we współpracy z Polską Akademią Nauk, szczególnie prof. Barbarą Falińską, organizowała obozy gwaroznawcze.
Za jej sprawą 23 maja 1970 powstał w Łomży oddział Polskiego Towarzystwa Historycznego pod opieką prof. Stanisława Herbsta. W 1968 doprowadziła do powstania łomżyńskiego oddziału Towarzystwa Literackiego im. Adama Mickiewicza kierowanego przez prof. Juliana Krzyżanowskiego.
Była inicjatorką utworzenia (1975) Łomżyńskiego Towarzystwa Naukowego im. Wagów, którego pierwszym prezesem został prof. Józef Babicz z IHNiT PAN. W latach 1975–1991 była sekretarką naukową towarzystwa. Dzięki jej bibliofilskiej pasji towarzystwo weszło w posiadanie cennych wydawnictw, starodruków i dokumentów, w tym księgozbioru prof. Piotra Bańkowskiego z 3 tys. woluminów, przekazanego na mocy testamentu donatora. Dzięki jej staraniom i kontaktom towarzystwo wydało około 30 książek, w tym rocznik „Studia Łomżyńskie”. Organizowała seminaria doktoranckie z różnych dyscyplin, co sprawiło, że w Łomży stopień doktora uzyskało 11 osób m.in. z weterynarii, historii, psychologii i językoznawstwa.
Zainicjowała ogólnopolski konkurs muzyczny na piosenkę o Łomży. Utwór „My z Łomży” z tekstem Janusza Odrowąża-Pieniążka i z muzyką Romualda Żylińskiego, który został po raz pierwszy zaprezentowany przez Hankę Bielicką w 1968, do dziś towarzyszy wielu uroczystościom w mieście.
Z jej inicjatywy powstały w Łomży pomniki Jakuba Wagi (1967), Zygmunta Glogera (1973) i Bohdana Stefana Winiarskiego (1987). Działała na rzecz powołania i rozwoju szkoły wyższej w Łomży. Dzięki temu w 1988 powstał Oddział Zamiejscowy Wyższej Szkoły Pedagogicznej w Olsztynie.
Została pochowana na Cmentarzu Katedralnym w Łomży.

## Publikacje
- Exlibrisy łomżyńskiej biblioteki i drzeworyty, Łomża 1977
- Drzeworyty Antoniego Jana Gołębniaka, Łomża 1985

## Odznaczenia
W uznaniu jej zasług została uhonorowana wieloma odznaczeniami i orderami:
- 1954: Medal 10-lecia Polski Ludowej
- 1962: Złoty Krzyż Zasługi
- 1965: Odznaka „Zasłużony Działacz Kultury”
- 1971: Krzyż Kawalerski Orderu Odrodzenia Polski
- 1974: Medal 30-lecia Polski Ludowej
- 1974: Krzyż Oficerski Orderu Odrodzenia Polski
- 1975: Medal Komisji Edukacji Narodowej
- 1984: Medal 40-lecia Polski Ludowej
- 1987: wyróżniona tytułem Honorowego Obywatela Miasta Łomży[1][4].

## Upamiętnienie
W dniu 21 kwietnia 2018 na ścianie Miejskiej Biblioteki Publicznej w Łomży odsłonięto tablica upamiętniającą Helenę Czernek. Autorką tablicy jest rzeźbiarka z Łomży Weronika Adamowska. Inicjatorami upamiętnienia byli: Towarzystwo Przyjaciół Ziemi Łomżyńskiej, Łomżyńskie Towarzystwo Naukowe im. Wagów oraz Miejska Biblioteka Publiczna w Łomży.
W 2021 w bibliotece zorganizowano wystawę jej poświęconą, na którą składały się zdjęcia udostępnione przez Łomżyńskie Towarzystwo Naukowe im. Wagów, artykuły prasowe i z książek opisujące bohaterkę ekspozycji.